# Мотоль (гміна)
Мотоль (пол. Motol) — колишня сільська ґміна, що існувала до 1939 р. в Поліським воєводстві (нині в Білорусі). Осідком ґміни був Мотоль (4390 мешканців у 1921 р.) , який спочатку був окремою ґміною.
Спочатку ґміна належала до Кобринського повіту. 12 грудня 1920 року увійшло до складу новоствореного Дрогицького повіту під Управління приставних і сценічних ділянок. 19 лютого 1921 року разом з усім повітом увійшло до складу новоствореного Поліського воєводства. 1 січня 1926 року до складу ґміни Мотоль було включено частину ґміни Дружиловічи, а 12 квітня 1928 р. — частину скасованої ґміни Дружиловічи.
Після війни територія Мотольскої гміни увійшла до складу адміністративної структури Радянського Союзу.